# Occitânia (região francesa)
Occitânia (em francês:  Occitanie, em occitano:  Occitània, em catalão:  Occitània) é uma região administrativa francesa, localizada no sudeste da França. A região foi criada pela reforma territorial francesa em 2014, através da fusão de 2 regiões; Languedoque-Rossilhão e Sul-Pirenéus. A nova região entrou em existência em 1 de janeiro de 2016, logo após as eleições regionais em dezembro de 2015. Sua área territorial abrange 72 724 km2 (28 000 sq mi) e sua população tem cerca de 5.6 milhões de habitantes.